# Roma-Napoli-Roma 1929
La Roma-Napoli-Roma 1929, ventiquattresima edizione della corsa, si svolse il 20 settembre 1929 su un percorso di 478 km. La vittoria fu appannaggio dell'italiano Gaetano Belloni, che completò il percorso in 18h45'00", precedendo i connazionali Domenico Piemontesi e Pietro Bestetti.

## Ordine d'arrivo (Top 10)
| Pos. | Corridore           | Squadra         | Tempo     |
| ---- | ------------------- | --------------- | --------- |
| 1    | Gaetano Belloni     | Bianchi-Pirelli | 18h45'00" |
| 2    | Domenico Piemontesi | Bianchi-Pirelli | s.t.      |
| 3    | Pietro Bestetti     | Bianchi-Pirelli | s.t.      |
| 4    | Giuseppe Pancera    | La Rafale       | s.t.      |
| 5    | Alessandro Catalani | Wolsit          | s.t.      |
| 6    | Nicola Mammina      | -               | s.t.      |
| 7    | Ermanno Vallazza    | Bianchi-Pirelli | a 2'00"   |
| 8    | Armando Gori        | -               | a 4'00"   |
| 9    | Mario Spadolini     | -               | a 14'00"  |
| 10   | Francesco De Vitto  | -               | a 32'00"  |